# Xã College, Quận Centre, Pennsylvania
Xã College (tiếng Anh: College Township) là một xã thuộc quận Centre, tiểu bang Pennsylvania, Hoa Kỳ. Năm 2010, dân số của xã này là 9.521 người.